# Heptaulacus brancoi
Heptaulacus brancoi är en skalbaggsart som beskrevs av Baraud 1976. Heptaulacus brancoi ingår i släktet Heptaulacus och familjen Aphodiidae. Inga underarter finns listade i Catalogue of Life.